# アンリ・コルピ
アンリ・コルピ（Henri Colpi、1921年7月15日 - 2006年1月14日）はスイス出身でフランスで活躍した映画監督、雑誌編集者、脚本家、音楽家、編集技師。ヌーヴェルヴァーグを支えた編集技師として、またマルグリット・デュラス脚本による映画『かくも長き不在』の監督として知られる。

## 来歴・人物
モンペリエ大学で文学を修めたのち、パリへ上京し国立高等映画学院（IDHEC）へ。
1947年、『映画とその人々 Le cinéma et ses hommes』を執筆、出版。
1949年5月、週刊の映画雑誌『レクラン・フランセ』出身の当時23歳のジャーナリストのジャン＝シャルル・タケラと、当時27歳のコルピは月刊誌『シネ・ディジェスト』を創刊。おもな執筆者は、タケラ、コルピ、アレクサンドル・アストリュックほか。1950年6月、同誌は第14号をもって廃刊。
1951年4月にアンドレ・バザンらによって『カイエ・デュ・シネマ』誌が創刊され、1956年4月の第58号には、『「ピカソ 天才の秘密」はいかにして生まれたか Comment est né « Le Mystère des Picasso »』を巻頭に寄稿。
1950年代、演出家となるまでのコルピは、編集技師としてアラン・レネ『二十四時間の情事』や『去年マリエンバートで』、アニエス・ヴァルダの長編デビュー作『La Pointe Courte』を手がけ、ヌーヴェルヴァーグをモンタージュの側面から支えた。チャールズ・チャップリンに呼ばれ『ニューヨークの王様 A King in New York』も編集している。また1980年になってからも寺山修司の監督作『上海異人娼館/チャイナ・ドール』の編集も担当した。
1961年の監督作『かくも長き不在』でルイ・ドゥリュック賞およびカンヌ国際映画祭パルム・ドールを受賞しているが、長編映画は数本しか監督しておらず、主にテレビシリーズなどを手がけた。

## 主な監督作品
- かくも長き不在 Une aussi longue absence (1961)
- ミステリー島探検/地底人間の謎 La Isla misteriosa y el capitán Nemo (1973)

## 書籍
- Le cinéma et ses hommes, Henri Colpi, Causse, Graille et Castelnau, 1947. In-8° broché, 376 p

## 註
1. ↑  N°58, avril 1956 - Cahiers du Cinema.com
『ピカソ 天才の秘密 Le Mystère Picasso』監督アンリ＝ジョルジュ・クルーゾー、編集アンリ・コルピ、1956年。